# Barbie - La magia della moda
Barbie - La magia della moda (Barbie: A Fashion Fairytale) è un film d'animazione del 2010 in grafica computerizzata ed è il diciottesimo film di Barbie.

## Trama
Barbie si trova sul set del suo ultimo film, ispirato alla fiaba La principessa sul pisello, ma avendo espresso un'opinione personale su una scena viene licenziata dal regista: la notizia rimbalza su tutti i siti di gossip e lei viene anche lasciata da Ken, in seguito a una sua telefonata. Ma Grace e Teresa scoprono che il ragazzo è all'oscuro di tutto, essendo rimasto vittima di un brutto scherzo di Raquelle, la quale si è spacciata per lui al telefono con Barbie.
La ragazza decide di andare a Parigi, dove vive sua zia Millicent, titolare di una casa di moda, che rischia di chiudere. Dopo aver incontrato le Flairies, decide di organizzare una sfilata da sogno, aiutata anche da Alice (Marie Alecia), una stilista molto timida. Quest'ultima, Barbie e Millicent iniziano così a creare una collezione di vestiti per ragazze e per animali, tutti successivamente migliorati dalla magia delle Flairies. Ken raggiunge Barbie a Parigi durante la sfilata di moda (con la quale riescono a salvare la casa di moda) e i due fanno pace.

## Doppiaggio
| Personaggio          | Doppiatore originale | Doppiatore italiano  |
| -------------------- | -------------------- | -------------------- |
| Barbie               | Diana Kaarina        | Emanuela Pacotto     |
| Ken                  | Adrian Petriw        | Massimo Di Benedetto |
| Marie-Alecia "Alice" | Tabitha St. Germain  | Stefania De Peppe    |
| Zia Millicent        | Patricia Drake       | Elda Olivieri        |
| Delphine             | Shannon Chan-Kent    | Jenny De Cesarei     |
| Teresa               | Maryke Hendrikse     | Sabrina Bonfitto     |
| Grace                | Kandyse McClure      | Lorella De Luca      |
| Raquelle             | Britt Irvin          | Loretta Di Pisa      |
| Shyne                | Chiara Zanni         | Francesca Bielli     |
| Glimmer              | Andrea Libman        | Gea Riva             |
| Shimmer              | Kelly Metzger        | Deborah Morese       |
| Sequin               | Brandy Kopp          | Silvia Villa         |
| Jacques              | Charles Fathy        | Diego Sabre          |
| Jilliana             | Annick Obonsawin     | Marisa Della Pasqua  |
| Liliana Roxelle      | Nicole Oliver        | Beatrice Caggiula    |